# Climat du Finistère
Le climat du Finistère présente, dans l'ensemble, les caractéristiques d’un climat océanique, de type Cfb dans la classification de Köppen, sous l’influence des vents d'ouest adoucis par leur long parcours sur l'océan Atlantique, océan attiédi dans sa partie nord-est par la dérive nord atlantique plutôt que par le Gulf Stream. Ce flux d'ouest est le siège de perturbations atlantiques apportant des pluies régulières en toutes saisons.
Dans l'ensemble, le climat se caractérise par des hivers doux et des étés tempérés, les vagues de froid et de chaleur sont rares et souvent d'amplitude moindre que dans le reste de la France. Les précipitations sont étalées sur toute l’année avec un maximum d'automne et d'hiver, elles augmentent sensiblement à l’intérieur des terres et sur le relief. Les gelées sont rares. Le vent est une autre caractéristique du climat surtout sur les côtes ouest et nord, la côte sud est plus calme.

## Évolution du climat
Le climat est une caractéristique qui évolue dans le temps. Sans revenir aux âges glaciaires, ou même au petit âge glaciaire survenu sous le règne de Louis XIV, nous vivons aujourd’hui un changement climatique dont l’amplitude est supérieure aux différences climatiques qui existent entre deux départements voisins. Ainsi, pendant le siècle dernier les isothermes ont en France globalement progressé vers le nord d’environ 150 kilomètres. Ainsi le nombre de jours où la température a dépassé 25 °C a augmenté en moyenne de plus de 50 % à Toulouse de 1950 à 2000.
La présentation de chiffres absolus n’a donc que peu de sens concernant le climat d’un département. Il y a plus de sens à comparer les valeurs avec celles d’autres départements, et même à l’intérieur du département.

## Une juxtaposition de micro-climats
Avec une longueur de côte largement supérieure à n’importe quel autre département français (1 250 km sur les 5 500 km du littoral français) , et aucun point du département situé à plus de 50 km de la mer, le Finistère ne peut qu'avoir un climat doux et pluvieux. Mais en regardant dans les détails on s'aperçoit que sa géographie entraîne des variations relativement importantes entre :
- les hauteurs de l'intérieur, monts d'Arrée et montagnes Noires, qui dépassent 300 m d'altitude, et qu'on appelle en Bretagne ar menez (la montagne),
- les plateaux qui les entourent (pénéplaine armoricaine), dont l'altitude varie peu autour de 50 à 80 m d'altitude, qu'on appelle également par endroits ar menez par déformation de ar maez (la campagne) mais aussi pour marquer une différence importante avec :
- une bande côtière de quelques centaines de mètres à quelques kilomètres, qui se matérialise de façon spectaculaire quand la neige couvre (rarement) le reste du département alors qu'elle fond instantanément en touchant le sol près de la côte. Il faut également distinguer :
  - entre les Côtes-d'Armor et Plouarzel, une côte basse orientée au nord, où la brise thermique se traduit en été par un vent de nord soutenu pendant la journée et des nuits relativement calmes,
  - entre le Morbihan et Audierne, une côte basse orientée au sud, où la brise thermique se traduit en été par un vent modéré de sud pendant la journée et de nord pendant la nuit,
  - entre Audierne et Plouarzel, une zone parcourue de courants violents qui amènent deux fois par jour les eaux fraîches de la Manche et les eaux plus tièdes du golfe de Gascogne au contact de masses d'air saturées d'humidité, provoquant ainsi des brouillards parfois très denses ; cette zone comporte elle-même :
    - une ligne de hautes falaises, en avant des plateaux du Léon, de la presqu'île de Crozon, et de la Cornouaille, qui accélèrent la vitesse du vent et y augmentent la pluviométrie,
    - au large, le plateau d'Ouessant dont les falaises ont le même effet, tout en recevant de plein fouet la houle de l'Atlantique,
    - entre les deux, de nombreuses îles qui ne sont que des bancs de sable, trop bas pour accrocher les nuages,
    - et en arrière, les deux vastes échancrures de la rade de Brest et de la baie de Douarnenez, qui profitent de l'influence adoucissante de la mer sans subir la pleine force des tempêtes d'hiver.

## Données comparatives

### Températures
Les températures moyennes minimales en janvier varient de 2 °C dans la montagne à 7 °C à Ouessant, valeur qui n’est dépassée en France que dans le cap Corse.
Les températures moyennes maximales en juillet varient de 18 à 20 °C suivant les lieux, soit 4 à 5 °C en dessous de la moyenne française.
Le nombre de jours avec gelées varie de plus de 30 dans la montagne à 3 à Ouessant, à comparer avec plus de 50 en Île-de-France ou à Tarbes et 80 à Strasbourg.
Il n’y a en moyenne aucun jour sans dégel dans le Finistère, contre 6 à Paris ou à Limoges.
Le nombre de jours où la température dépasse 25 °C varie de 0 à Ouessant à moins de 10 dans l’intérieur du Finistère, contre 15 dans la Somme et plus de 90 à Perpignan ou Marseille. Il y a en moyenne 1 jour par an où la température dépasse 30 °C dans l’intérieur, contre 3 dans la Somme et plus de 30 à Nîmes.
Les températures extrêmes relevées à Brest (station de Brest-Guipavas) entre 1945 et 2001 sont respectivement de +35,2 °C le 12 juillet 1949 et −14 °C le 28 janvier 1947. On peut les comparer aux −11 °C de Biarritz et Perpignan (1963) et aux +34 °C de Boulogne-sur-Mer et Dieppe en 1955. À Ouessant, l’écart n’est plus que de +23 °C.

### Ensoleillement
Selon les relevés les plus récents de Météo France, le nombre d’heures de soleil varie de 1 550 à proximité de la côte nord, à 1 800 sur la côte sud.
Le pourcentage d’heures ensoleillées en juillet varie de moins de 45 % dans la montagne, chiffre qu’on ne retrouve que dans le Nord-Pas-de-Calais, à près de 55 % sur la côte sud, chiffre supérieur à celui du Pays basque et à une grande moitié nord de la France.
Le pourcentage d’heures ensoleillées en décembre varie de 18 sur la côte nord à près de 25 sur la côte sud, conformément à l’ensemble de la France à cette latitude.
Le nombre de jours par an sans soleil varie de près de 60 sur la côte nord à moins de 50 sur la côte sud, à comparer avec 80 à Strasbourg, 66 à Paris, près de 60 à Limoges, Lyon ou Grenoble, et 21 à Marseille.
En été, le soleil se couche plus d’une heure et quart plus tard à Brest qu’à Bastia (Corse), alors qu’il ne se lève qu’une demi-heure plus tard. En hiver, il se lève plus d’une heure et quart plus tard à Brest qu’à Bastia, alors qu’il ne se couche qu’une demi-heure plus tard.

### Pluie
- > 1 500 mm
- 1400 à 1 500 mm
- 1300 à 1 400 mm
- 1200 à 1 300 mm
- 1100 à 1 200 mm
- 1000 à 1 100 mm
- 900 à 1 000 mm

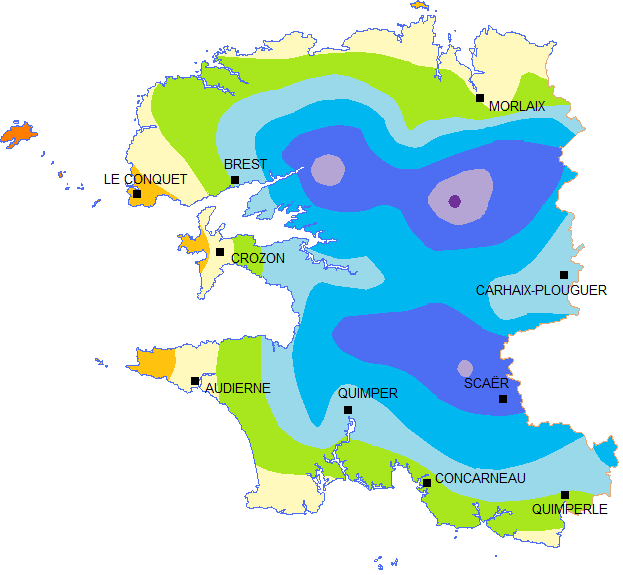
Carte de précipitations annuelles dans le Finistère (moyenne sur la période 1997-2006).
> 1500 mm
1400 à 1500 mm
1300 à 1400 mm
1200 à 1300 mm
1100 à 1200 mm
1000 à 1100 mm
900 à 1000 mm
800 à 900 mm
< 800 mm

Il tombe plus de 140 cm d’eau par an dans la montagne, chiffre qui correspond aux autres reliefs français, contre moins de 70 sur la côte ouest, chiffre qui correspond à une grande partie de la France, côtes méditerranéenne et Corse comprises. Même à petite échelle la variabilité est très importante, ainsi l’aéroport de Brest situé sur la commune limitrophe de Guipavas, mais à 98 m d’altitude, reçoit 116 cm d’eau contre 79 dans la ville, à quelques centaines de mètres de la mer et à une vingtaine de mètres d’altitude.
Le nombre de jours par an de pluie varie de plus de 200 dans la montagne, ce qui est aussi un record national, à 160 sur la côte sud, comme à Dunkerque, Paris, Lyon ou Tarbes.
Le nombre de jours par an avec pluie importante (plus de 5 l/m2) varie de plus de 80 dans la montagne, ce qui est un record national, à 50 sur la côte, comme à Cognac, Agen, Lyon ou Nancy. En été, les chiffres sont de moins de 20 dans la montagne (seul le massif du Jura est plus arrosé), et de moins de 10 sur la côte sud (seule la côte méditerranéenne est moins arrosée).
Le nombre de jours de neige varie d’une dizaine dans la montagne, chiffre partout dépassé à l’est d’une ligne Cherbourg-Carcassonne, à 3 sur les côtes, comme à l’île d’Yeu, Montpellier, Nice ou Perpignan.
Le nombre de jours par an d’orage varie d’une quinzaine dans la montagne, chiffre analogue à celui de la Normandie et sensiblement inférieur à celui de la moitié nord de la France, à 3 sur la côte sud, chiffre qui n’est battu que par le cap Corse.
Le nombre de jours par an de brouillard varie de plus de 100 dans la montagne, chiffre qui n’est battu que par Château-Chinon et Mont-de-Marsan, à plus de 50 sur la côte ouest, et moins de 30 sur les côtes nord et sud, ce qui est sensiblement inférieur à la moyenne française, seules les Alpes et la région méditerranéenne connaissant des chiffres nettement inférieurs.

### Vent
Tant en vitesse moyenne qu’en pourcentage d’heures ventées (à plus de 23 km/h ou force 4) seul Toulon, avec 19 km/h et 37 %, est plus venté que Brest, avec 18 km/h et 32 %. De même seul le sémaphore du Cap d'Agde, avec 51 % d’heures ventées, l’est plus que celui d’Ouessant, avec 49 % et une vitesse moyenne de 26 km/h. Par contre, le nombre de jours avec vent violent (plus de 57 km/h ou force 7) n’a rien d’exceptionnel, Brest, avec 76 jours, est loin derrière Toulon, avec 119 jours, et le couloir rhodanien, et même Cambrai (59) ou Château-Chinon (82).

## Statistiques
Températures moyennes à Brest Guipavas:
- janvier : 6 °C
- juillet : 17 °C.

Les deux tableaux suivants regroupent des statistiques annuelles moyennes pour Île d’Ouessant et Penmarc'h.
Ces données, venant selon toute vraisemblance des stations météorologique de ces deux sites datant de 1991.
Attention: Les notions de journées très ensoleillées ou à ciel couvert est très subjective, selon les pays de l'interpréteur des chiffres.
Station : île d’Ouessant, altitude : niveau de la mer.
Décrit le climat du Finistère nord, avec pondération forte de l'influence océanique
| Climat maritime                               | J  | F  | M  | A  | M  | J  | J  | A  | S  | O  | N  | D  |
| --------------------------------------------- | -- | -- | -- | -- | -- | -- | -- | -- | -- | -- | -- | -- |
| Température maximale moyenne                  | 10 | 10 | 10 | 11 | 14 | 16 | 18 | 18 | 17 | 15 | 12 | 11 |
| Température minimale moyenne                  | 7  | 6  | 7  | 8  | 10 | 12 | 13 | 14 | 13 | 12 | 9  | 8  |
| Nombre de jour(s) très ensoleillé(s)          | 1  | 1  | 2  | 3  | 3  | 3  | 4  | 2  | 3  | 2  | 1  | 1  |
| Nombre de jour(s) avec ciel couvert           | 19 | 15 | 15 | 11 | 10 | 11 | 10 | 11 | 11 | 13 | 16 | 18 |
| Nombre de jour(s) pluvieux                    | 15 | 14 | 12 | 9  | 8  | 7  | 6  | 8  | 9  | 10 | 15 | 14 |
| Précipitations en mm                          | 80 | 70 | 57 | 40 | 40 | 33 | 31 | 45 | 58 | 60 | 80 | 82 |
| Température moyenne de la mer près de la côte | 10 | 9  | 10 | 10 | 12 | 13 | 16 | 17 | 16 | 14 | 13 | 12 |

Nombre de jours avec :
- Précipitations de plus de 1 mm : 127
- Gel : 3
- Neige : 4
- Orage : 5
- Grêle : 5.

Décrit le climat du Finistère sud, avec pondération forte de l’influence océanique
Station météorologique de Penmarc'h entre Audierne et Pont-l'Abbé au niveau de la mer, situé au sud du département.
| Climat maritime                               | J  | F  | M  | A  | M  | J  | J  | A  | S  | O  | N  | D  |
| --------------------------------------------- | -- | -- | -- | -- | -- | -- | -- | -- | -- | -- | -- | -- |
| Température maximale moyenne                  | 10 | 10 | 10 | 12 | 14 | 17 | 19 | 20 | 18 | 15 | 12 | 11 |
| Température minimale moyenne                  | 6  | 6  | 6  | 7  | 10 | 12 | 14 | 15 | 13 | 11 | 9  | 7  |
| Nombre de jour(s) très ensoleillé(s)          | 2  | 3  | 4  | 5  | 4  | 5  | 6  | 4  | 4  | 3  | 1  | 2  |
| Nombre de jour(s) avec ciel couvert           | 17 | 13 | 13 | 10 | 9  | 8  | 7  | 7  | 9  | 12 | 15 | 17 |
| Nombre de jour(s) pluvieux                    | 13 | 11 | 10 | 8  | 9  | 6  | 5  | 7  | 9  | 10 | 13 | 13 |
| Précipitations en mm                          | 75 | 65 | 57 | 40 | 45 | 30 | 32 | 45 | 62 | 68 | 80 | 80 |
| Température moyenne de la mer près de la côte | 10 | 9  | 10 | 11 | 13 | 15 | 17 | 18 | 17 | 15 | 14 | 12 |

Nombre de jours avec :
- Précipitations de plus de 1 mm : 115
- Gel : 10
- Neige : 1
- Orage : 4
- Grêle : 2.

## Extrema
Station de Brest-Guipavas pendant la période 1945-2011 :
- Température la plus basse : −14 °C le 28 janvier 1947
- Température la plus élevée : 39,3 °C le 18 juillet 2022
- Année la plus froide : température maximale moyenne 12,7 °C en 1963
- Année la plus chaude : température maximale moyenne 16,0 °C en 1989
- Année la plus sèche : 712 mm en 1953
- Année la plus pluvieuse : 1 603 mm 1960
- Jour le plus humide : 82,6 mm le 24 octobre 2011

## Sources
1. ↑  Les records météorologiques en Finistère, à la station météo de Brest-Guipavas, Météo France
2. ↑  Météo France